# Comuna Rivne, Krasnohvardiiske
Rivne (în ucraineană Рівне) este o comună în raionul Krasnohvardiiske, Republica Autonomă Crimeea, Ucraina, formată din satele Molocine, Nekrasove, Novomîkilske și Rivne (reședința).

## Demografie
Componența lingvistică a comunei Rivne
     Rusă (52,68%)
     Tătară crimeeană (33,6%)
     Ucraineană (10,82%)
     Alte limbi (0,43%)
Conform recensământului din 2001, majoritatea populației comunei Rivne era vorbitoare de rusă (52,68%), existând în minoritate și vorbitori de tătară crimeeană (33,6%) și ucraineană (10,82%).